# Bob Stillman
Bob Stillman (New York, 2 dicembre 1954) è un attore e cantante statunitense.
Dopo aver studiato alla Juilliard School, ha debuttato a Broadway nel 1989 nel musical Grand Hotel, a cui sono seguiti Kiss of the Spider Woman (1994), Dirty Blonde (2000; candidato al Tony Award al miglior attore non protagonista in uno spettacolo), Urban Cowboy (2003), Souvenir (2005), Grey Gardens (2006), Hello Again (2011; candidato al Drama Desk Award al miglior attore non protagonista in un musical), Act One (2014), It's Only A Play (2015) e Living on Love (2015).

## Filmografia

### Televisione
- Star Trek: Voyager - serie TV, episodio 6x07 (2000)
- Law & Order - I due volti della giustizia (Law & Order) - serie TV, 1 episodio (2005)
- The Good Wife - serie TV, 1 episodio (2013)